# Wikitexto

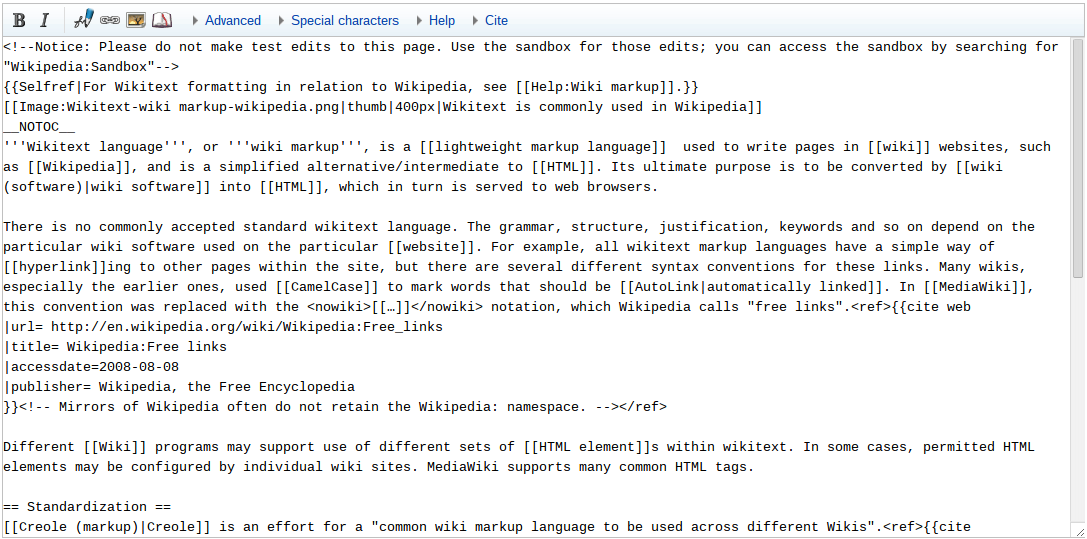
Imagem da edição de um artigo na Wikipédia. Veja a etiqueta <nowiki> sendo usada para evitar com que o texto seja interpretado como wikitexto. Comentários em HTML podem ser vistos dentro dos blocos.

Linguagem wikitexto, ou marcação wikitexto, é uma linguagem de marcação leve, assim como outras, tais como AsciiDoc, BBCode, Crossmark, deplate, Epytext, EtText, Haml, JsonML, MakeDoc, Markdown, Org-mode, POD, reStructuredText, Ruby Document format, Setext, SiSU , SPIP, Xupl, Texy!, Textile, txt2tags, UDO, etc., só que usada para escrever páginas nos sites wiki (um exemplo seria a Wikipédia).
O wikitexto é uma linguagem de marcação intermediária a geração do código em HTML. A geração do HTML é feita através do software wiki, pois só assim de maneira direta as páginas podem ser visualizadas por navegadores web.
Grande parte das variantes de wikitexto possuem um jeito simples de criar links para outras páginas, mas existem diversas formas de se chegar a este mesmo resultado. Várias wikis, especialmente as mais antigas, usavam uma notação em CamelCase para marcar palavras que deveriam ser automaticamente ligadas (criação de links de forma automática). No software MediaWiki (que é usado aqui na Wikipédia), essa convenção foi substituída pela notação [[link]], na qual a Wikipédia chama de "free links".
Outro recurso notório que existe na grande maioria das variantes de wikitexto é a possibilidade de se incluir parte da linguagem de marcação em HTML. Em alguns casos é permitido a inclusão direta de elementos em HTML, mas isto depende da configuração adotada. Por padrão, o software MediaWiki suporta diversos elementos HTML.

## Padronização
A linguagem de marcação conhecida como wikitexto ainda não possui um padrão, no entanto há esforços para padronizá-la. A sintaxe usada em uma determinada wiki varia conforme o software wiki usado.
Creole é uma linguagem que objetiva ser um padrão para o wikitexto (algo que possa ser usado por todas wikis). Diversos softwares wikis têm implementado Creole. Versão 1.0 da especificação foi disponibilizada em julho de 2007. No entanto ainda não é suportado pelo MediaWiki.

## Sintaxe MediaWiki e a sintaxe Creole
A tabela foi baseada na seguinte informação: Creole Syntax vs MediaWiki Syntax, publicada no sítio sourceforge.net.
| Marcação               | Sintaxe MediaWiki | Sintaxe Creole |
| ---------------------- | --- | --- |
| Negrito e Itálico      | '''negrito''' ''itálico'' '''''negrito e itálico''''' | **negrito** //itálico//**negrito e itálico**//                                                                       |
| Ligações externas      | [http://ligação-externa] [http://ligação-externa nome do link] http://ligação-externa                                                                    | [http://ligação-externa] [http://ligação-externa\|nome do link] http://ligação-externa                               |
| Imagens                | [[Imagem:nome_do_arquivo.extensão\|opções\|descrição]] [[Imagem:nome_do_arquivo.extensão\|opções\|descrição]]                                            | {{nome_do_arquivo.extensão\|descrição}}                                                                              |
| Tabelas                | {\| \|+ Título da tabela \|- ! cabeçalho 1 ! cabeçalho 2 \|- \| linha 1, célula 1 \| linha 1, célula 2 \|- \| linha 2, célula 1 \| linha 2, célula 2 \|} | \|=cabeçalho 1 \|=cabeçalho 2 \| \|linha 1, célula 1 \| linha 1 célula 2\| \|linha 2, célula 2 \| linha 2 célula 2\| |
| Sem formatação         | Use o elemento <nowiki> ou deixe um espaço no início da linha.                                                                                           | {{{sem formatação }}}                                                                                                |
| Forçar quebra de linha | // | <br /> |